# Coruja-orelhuda
Bufo-gritador ou coruja-orelhuda (Asio clamator) é uma coruja de hábitos noturnos da família dos estrigídeos, com ampla distribuição na América Central e do Sul, com exceção das áreas florestais da Amazônia. Tais aves chegam a medir até 37 cm de comprimento, penacho da cabeça longo e proeminente e disco facial branco margeado de negro. Também são conhecidas pelos nomes de coruja-gato. Às vezes é confundida com o mocho orelhudo, que possui algumas características idênticas, mas ele é maior e mais pesado.

## Características

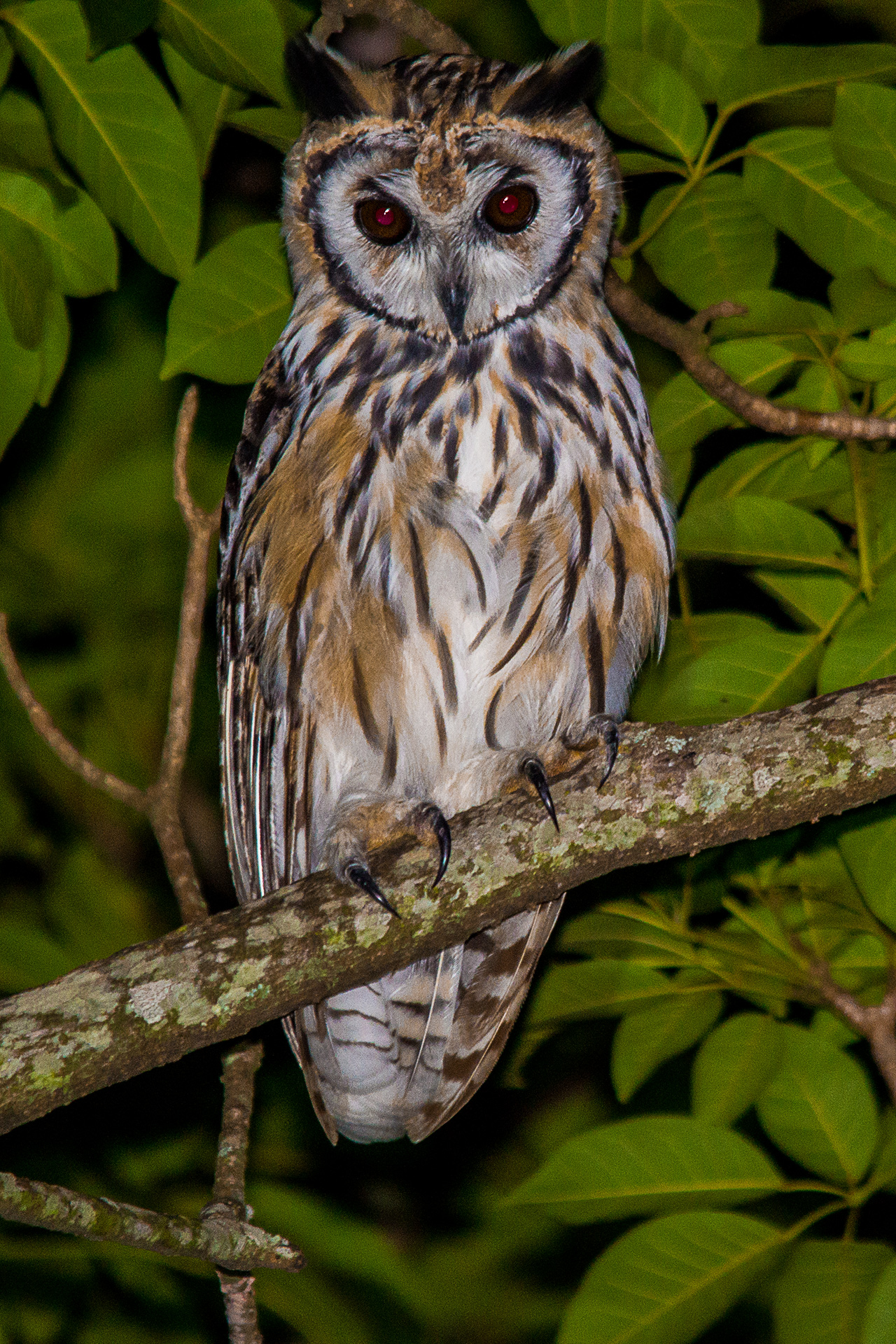
Ave na região de SP

A coruja-orelhuda é uma espécie relativamente grande atingindo de 30 cm a 37 cm de comprimento, envergadura de 22,8 a 29,4 cm pesando entre 320-546g. Ocorre da Venezuela a Bolívia, Paraguai, Argentina, Uruguai e em todo o Brasil com exceção da floresta amazônica. Vive em bosques, borda de matas, áreas abertas com árvores, podendo ser encontrada também em áreas urbanas bastante arborizadas. É uma coruja estritamente noturna tornando-se ativa já no por-do-sol. Durante o dia fica camuflada nas arvores. Também é visto freqüentemente em arames à margem de estrada, postes etc. Tem as asas curtas e uma cauda longa, seus olhos são relativamente grandes, escuros e marrons, quase imóveis resultando num campo visual bem limitado sendo compensada pela capacidade que possuem de girar a cabeça a mais de 270º
Além da poderosa visão, assim como nas outras corujas, essa espécie possui um disco facial branco fortemente definido bem destacado que desempenha importante papel de refletor sonoro, que amplia o volume do som facilitando a localização da presa.
Esta coruja tem "orelhas" bem destacadas, que na verdade são penachos bem desenvolvidos localizados acima de suas orelhas, possuindo tarsos poderosos para seu tamanho. Emite vocalizações bastante variadas, geralmente sequência prolongada de "áut-áut-áut".

## Taxonomia
Há quatro subespécies reconhecidas da coruja-orelhuda da qual uma única é achada na América Central e as outras três na América do Sul. A. c. forbesi é a subespécie de coruja-orelhuda encontrada na América Central, e é encontrada do sul do México até o Panamá. As outras três subespécies, A. c. clamator, A. c. oberti e A. c. midas são todos encontradas na América do Sul e nas ilhas adjacentes (Trinidad e Tobago).

## Caça e alimento
Sua caça é crepuscular. Alimentam-se de aves, grandes insetos, lagartos, pássaros, répteis, pequenos mamíferos como roedores e morcegos (inclusive morcegos-vampiros Desmodus rotundus) pequenos vertebrados e cobras. Os mamíferos e os pássaros pequenos são a sua alimentação principal. Sua caça mamífera inclui ratos, ratos do arroz, e gambás. As de pássaro incluem pombas, pardais domésticos. Sua técnica da caça foi descrita como um voo baixo sobre a paisagem aberta caçando geralmente a partir de um poleiro observando a presa e se atirando a ela em seguida, com mergulhos abruptos sobre esta.

## Reprodução
A estação de acasalamento começa em dezembro (já em agosto na América do Sul) e estende por março. A coruja-orelhuda geralmente tem ninhos no chão em uma aglomeração gramínea aplainada a nenhuma grande altura. Ocasionalmente terá ninhos em uma árvore. Põe de dois a quatro ovos, a fêmea permanece no ninho chocando por aproximadamente 33 dias. Geralmente somente um filhote sobrevive, embora já fossem observados dois também. Entre as ameaças dessa espécie, consiste em caça predatória e atropelamentos na estrada. A coruja-orelhuda tem como predadores outras aves de rapina maiores.

## Inimigos

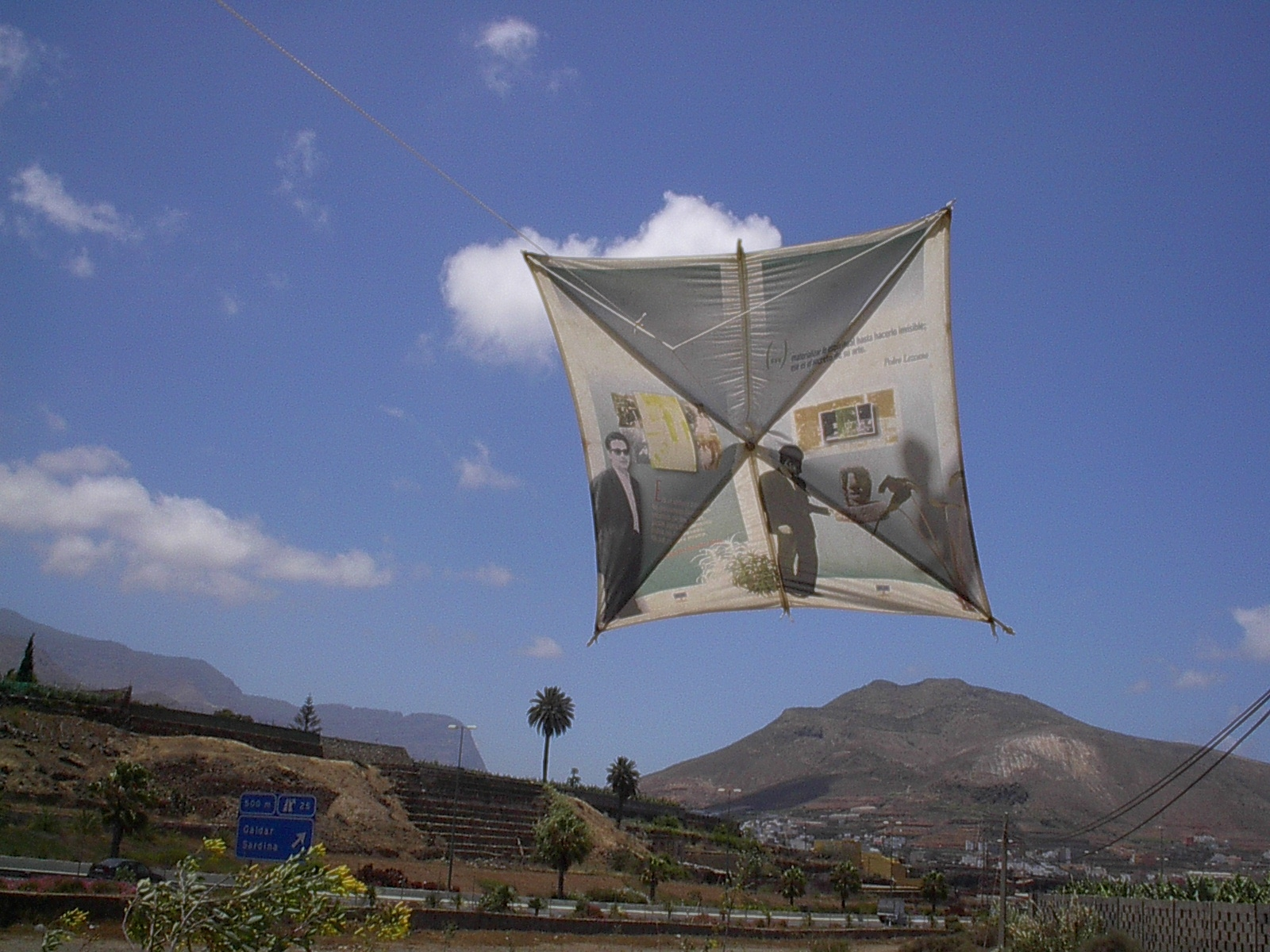

O mês de julho costuma ser problemático para as corujas-orelhudas, devido ao hábito das pessoas empinarem pipas neste período. É comum o recebimento de animais desta espécie com linhas de pipa enroladas no corpo, podendo causar restrição de movimentos do animal ou, caso a linha possua "cerol", invalidez permanente ou morte.